# Getijdenboek van Maria van Navarra

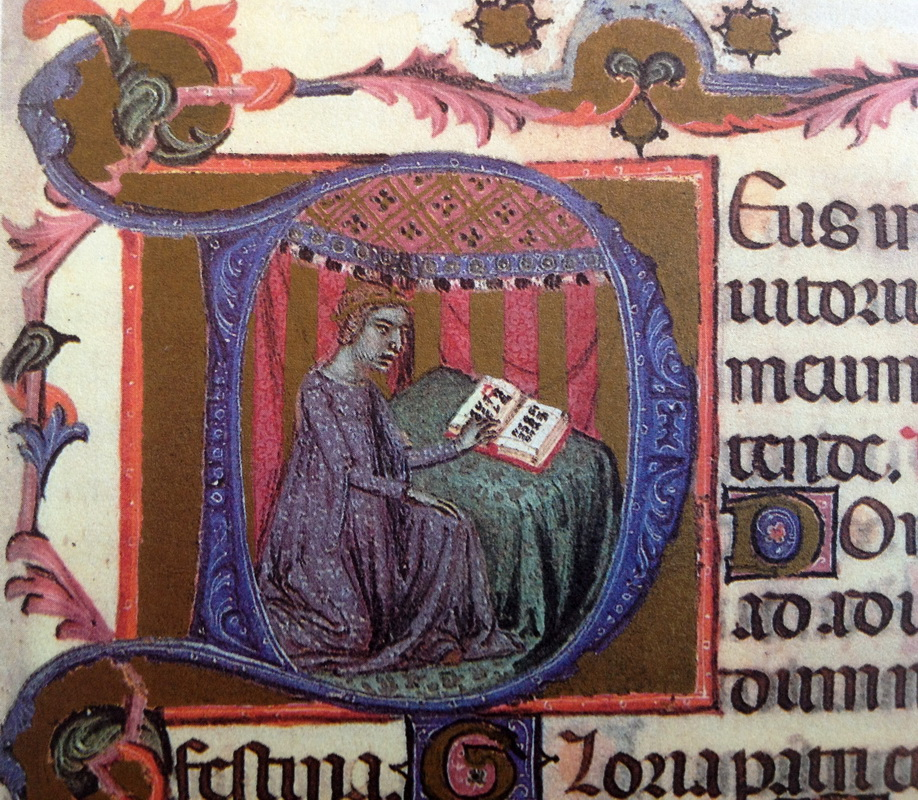
Ferrer Bassa, Koningin Maria van Navarra biddend met haar getijdenboek.

Het Getijdenboek van Maria van Navarra is een verlucht getijdenboek gemaakt in Barcelona in 1342, in opdracht van koning Peter IV van Aragón als huwelijksgeschenk voor zijn eerste vrouw Maria van Navarra. Het werd gemaakt door het atelier van Ferrer Bassa, maar op basis van stilistische analyse, waren het vooral zijn zoon Arnau Bassa en de Meester van Baltimore die de miniaturen in het handschrift realiseerden. Het boek wordt momenteel bewaard in de Biblioteca Marciana in Venetië als Manuscrit. Cod. Lat. I, 104.

## Beschrijving
Het handschrift bestaat uit 352 perkamenten folia van 183 bij 142 mm. Het is geschreven in het Latijn in een kolom met 15 regels per blad. Er was slechts een kopiist bij het werk betrokken en hij schreef in een afgerond gotisch schrift. Het werd verlucht met verscheidene volbladminiaturen en talloze versierde initialen. In totaal bevat het handschrift 391 miniaturen. Bij de verluchting werd overvloedig gebruik gemaakt van bladgoud.

## Auteurs
De verluchting van het manuscript werd door Santiago Alcolea Blanch toegeschreven aan Ferrer Bassa. Alix Saulnier-Pinsard schreef het later toe aan de Meester van San Marcos, die de belangrijkste verluchter zou geweest zijn, en aan een assistent die niet geïdentificeerd werd. Eind twintigste eeuw publiceerden Rosa Alcoy en Joaquín Yarza elk een studie waarin ze het werk analyseerden en op basis van stijlkenmerken en door vergelijking met andere werken van de meester, tot de conclusie kwamen dat het getijdenboek verlucht werd door drie miniaturisten. Volgens de studies waren het geen meester en twee assistenten, maar drie miniaturisten die weliswaar samenwerkten onder de leiding van de belangrijkste onder hen, maar toch hun eigen stijl aanhielden. De drie miniaturisten waren Ferrer Bassa, Arnau Bassa en de Meester van Baltimore.
Ferrer Bassa, de meester van het atelier, is vooral bekend als schilder die werkte voor het koningshuis van Aragón. Hij was ook een van de miniaturisten die het Anglo-Catalaans psalter verluchtten. Arnau Bassa, de zoon van Ferrer, werkte met zijn vader samen in diens atelier. Ferrer schilderde in een stijl die eerder aanleunde bij de Florentijnse traditie, terwijl Arnau eerder kan ondergebracht worden in de Avignonese stijl die zou evolueren tot de internationale gotiek.
De Meester van Baltimore is de noodnaam van een miniaturist en schilder uit de omgeving van Arnau Bassa. Hij kreeg zijn naam naar een triptiek aan hem toegeschreven, die wordt bewaard in het Walters Art Museum in Baltimore (Maryland).

## Verluchting

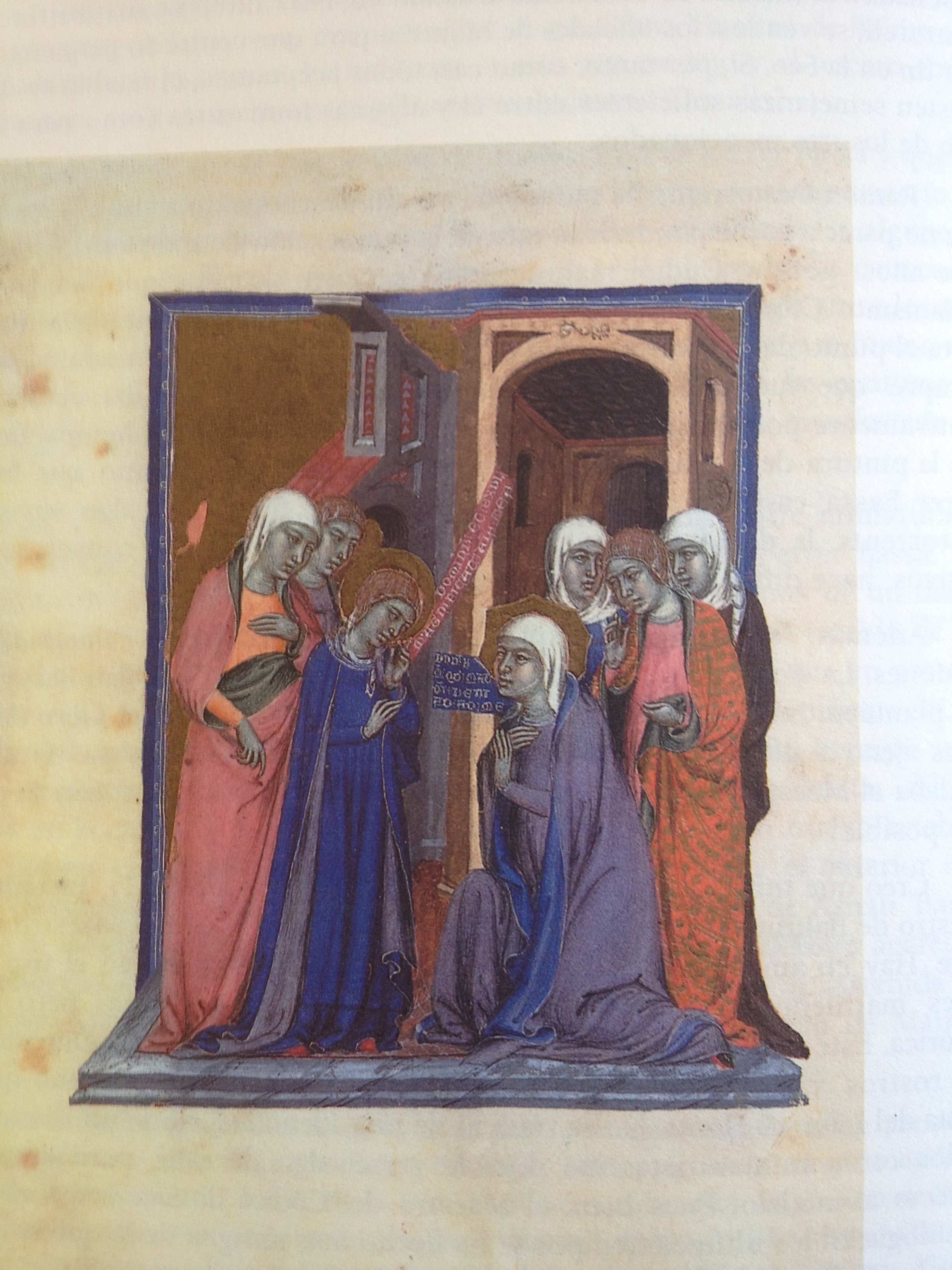
De Visitatie door de Meester van Baltimore, fol. 44v.

De verluchters hebben veel aandacht besteed aan de ruimtelijke vormgeving van hun miniaturen. Ze gebruikten levendige, delicate, heldere kleuren. De gezichten van de personages worden zorgvuldig getekend, ze hebben scherpe neuzen en een doordringende blik. De verluchting van de hand van Ferrer Bassa is vrij vergelijkbaar met de Catalaanse miniaturen in het Anglo-Catalaans psalter. Hij had een techniek waarbij hij verschillende chromatische lagen boven elkaar aanbracht met snelle penseelstreken. Hij benutte daarbij de karakteristieke kleuren die gebruikt werden bij het schilderen van iconen in de eerste helft van de 14e eeuw. Deze miniaturen verschillen duidelijk met die toegeschreven aan de andere handen en in het bijzonder met die toegeschreven aan de Meester van Baltimore. Deze geeft zijn miniaturen een plastische, haast sculpturale kwaliteit die heel verschillend is van de gebruikelijke plastische stijl in het atelier van Bassa. Een mooi voorbeeld daarvan kan men zien in de miniatuur van de Visitatie, waar de gedetailleerd weergegeven en gemodelleerde personen, geïntegreerd met de architecturale achtergrond, resulteren in een driedimensionale afbeelding. Andere miniaturen waarin we de hand van deze meester herkennen zijn de Presentatie van Maria in de Tempel (f287v), en in de getijden van de Heilige Lodewijk, De koningin biddend met een heilige (f198v). De Baltimore Meester was ook verantwoordelijk voor de margeversiering met gezichten, maskers, draken, andere fabeldieren en allerhande grotesken die heel karakteristiek zijn voor dit getijdenboek. De marges op de folia 62, 81, 124, 125, 130, 133v, 146, 154, 166, 194, 242, 252v, 283v, en 342 zouden van zijn hand zijn. Hij was een echte meester in de geïtalianiseerde schildertechniek, ontwikkeld in Ligurië, die in gebruik was in het Bassa-atelier.

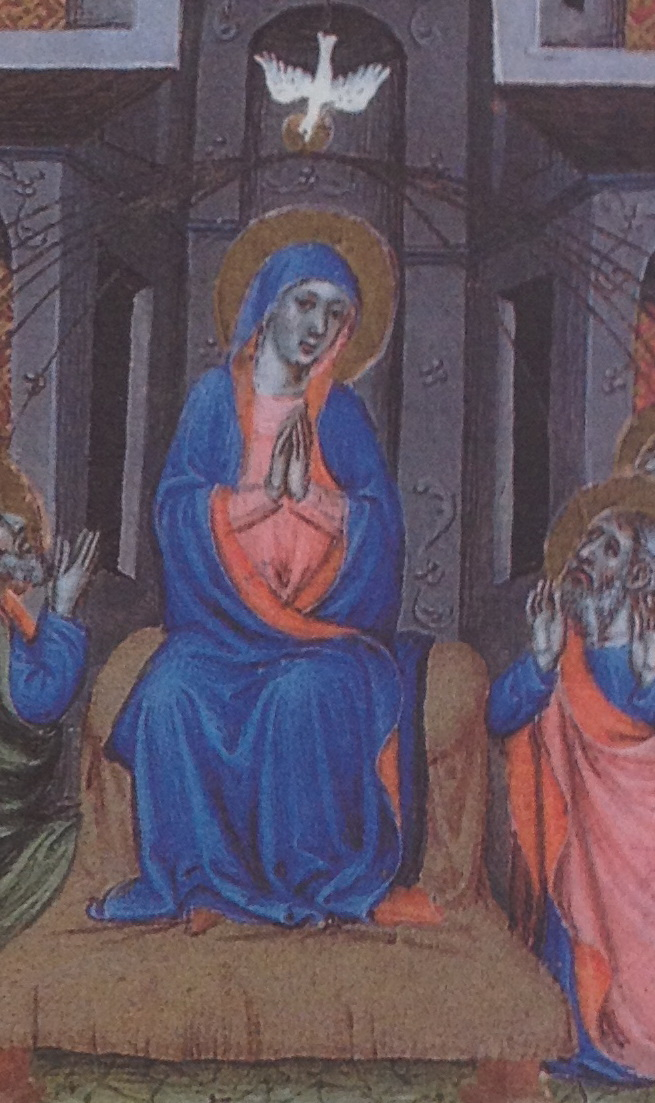
Arnau Bassa, Pinksteren in het getijdenboek, f.160v
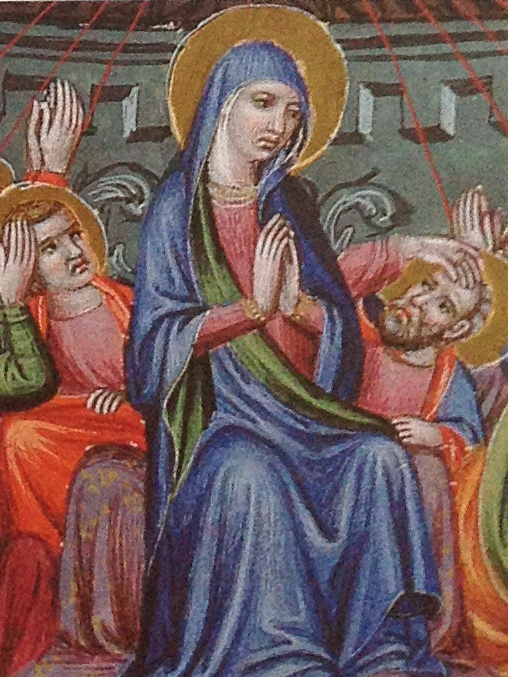
Ferrer Bassa, Pinksteren in het psalter, f.94

Het werk van Arnau Bassa lag stilistisch het dichtst bij dat van zijn vader en leermeester Ferrer Bassa. Vanaf 1346 was hun samenwerking officieel geworden en tekende hij contracten samen met zijn vader. We zien een vlakke schildering met weinig interesse in plastische vormgeving en hij vermijdt uitgesproken, harde profielen. Hij gebruikt een vage modellering zodat zijn werk een overgang lijkt tussen het plastische van Ferrer en het precieze sterk gemodelleerde van de Baltimore Meester. De miniaturen in dit werk kunnen aan Arnau worden toegeschreven dankzij vergelijking met het retabel van Sint Jacob in het klooster van Junqueras, dat aan hem wordt toegeschreven.

## Inhoud
Het getijdenboek bevat naast de traditionele inhoud van een getijdenboek, met onder meer de kalender en het onmisbare Kleine Officie van Onze Lieve Vrouw (volgens het "gebruik van Parijs"), ook de getijden van de Heilige Lodewijk, de betovergrootvader van Maria van Navarra. Dit is een volledig uitgewerkt getijde met de acht gebedsstonden dat slechts voorkomt in een viertal getijdenboeken, allemaal gemaakt voor rechtstreekse afstammelingen van Lodewijk: de getijden van Blanca van Bourgondië, de getijden van Jeanne d'Évreux, de getijden van Johanna van Navarra, het getijdenboek van Maria van Navarra en het Savoye-getijdenboek.

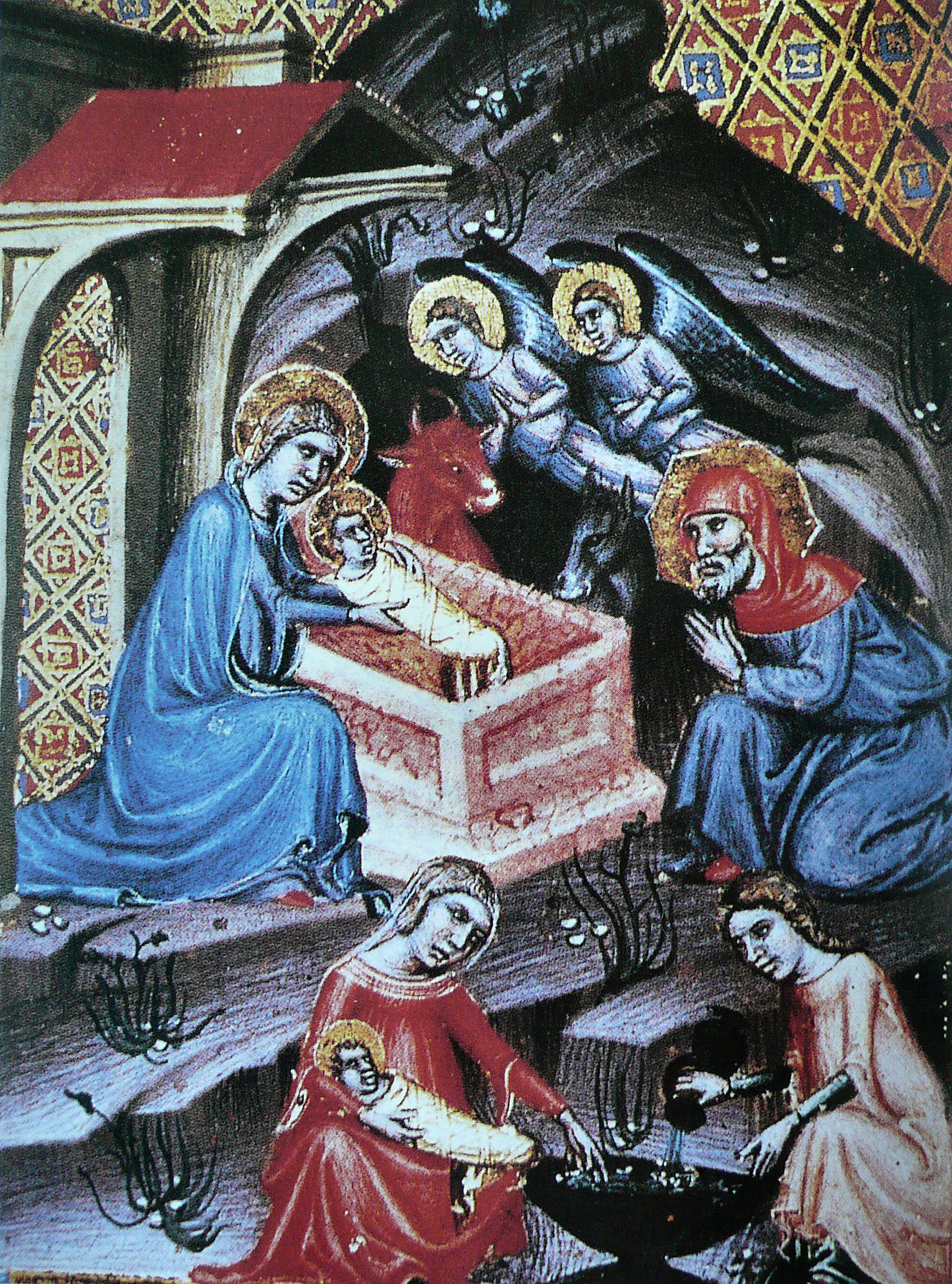
Geboorte van Christus (Ferrer Bassa)
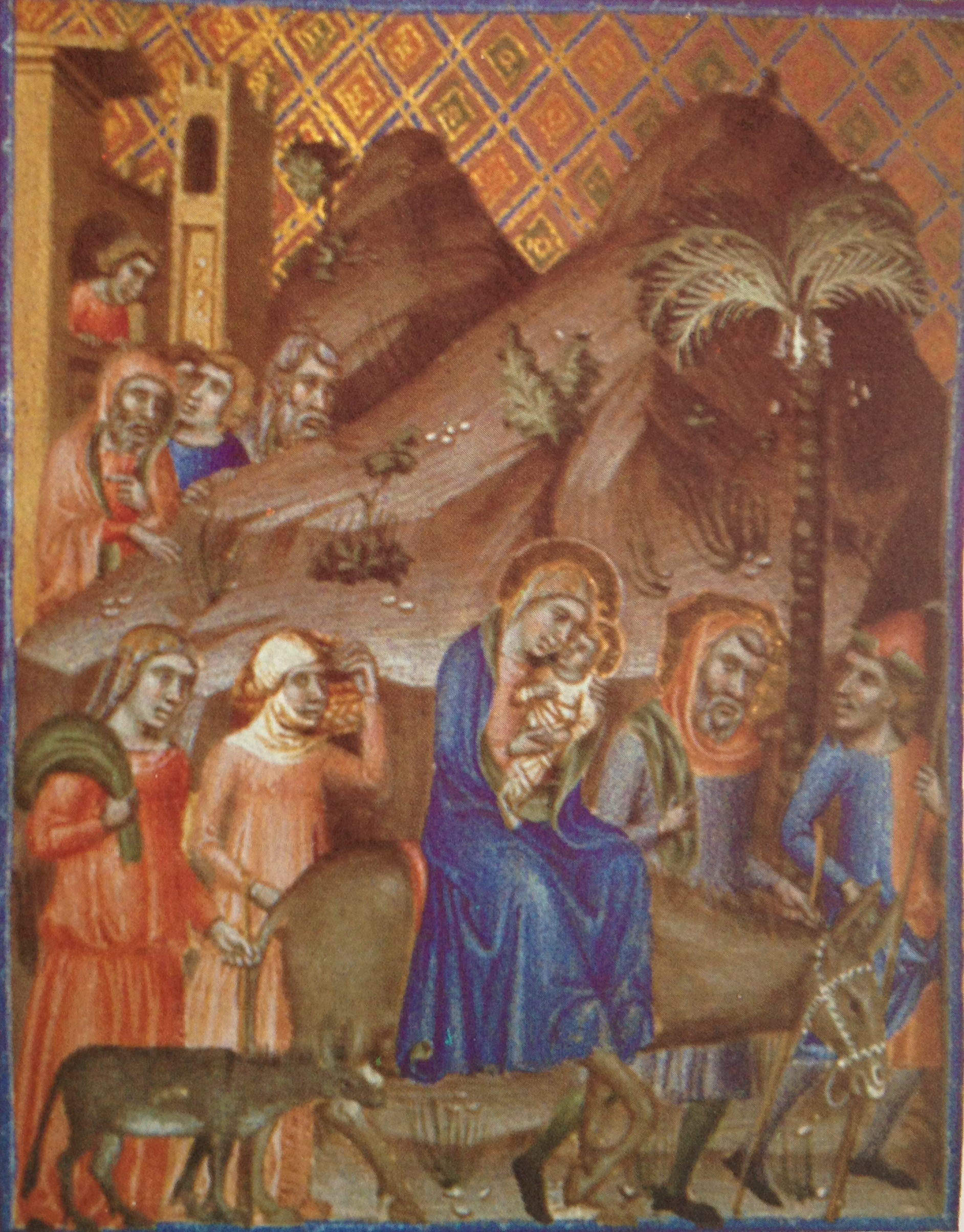
Vlucht naar Egypte (Ferrer Bassa)
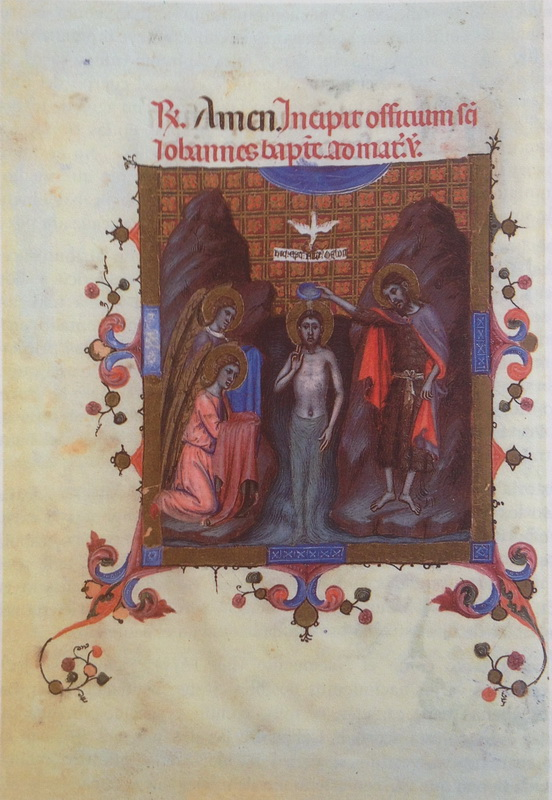
Doopsel van Christus. (Arnau Bassa)
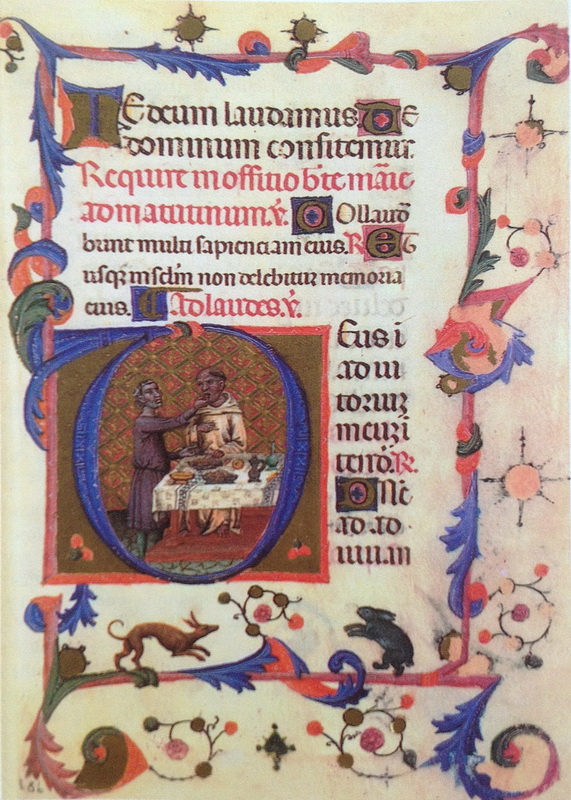
De heilige Lodewijk geeft een aalmoes. (Baltimore-meester)